# Ladenschlange

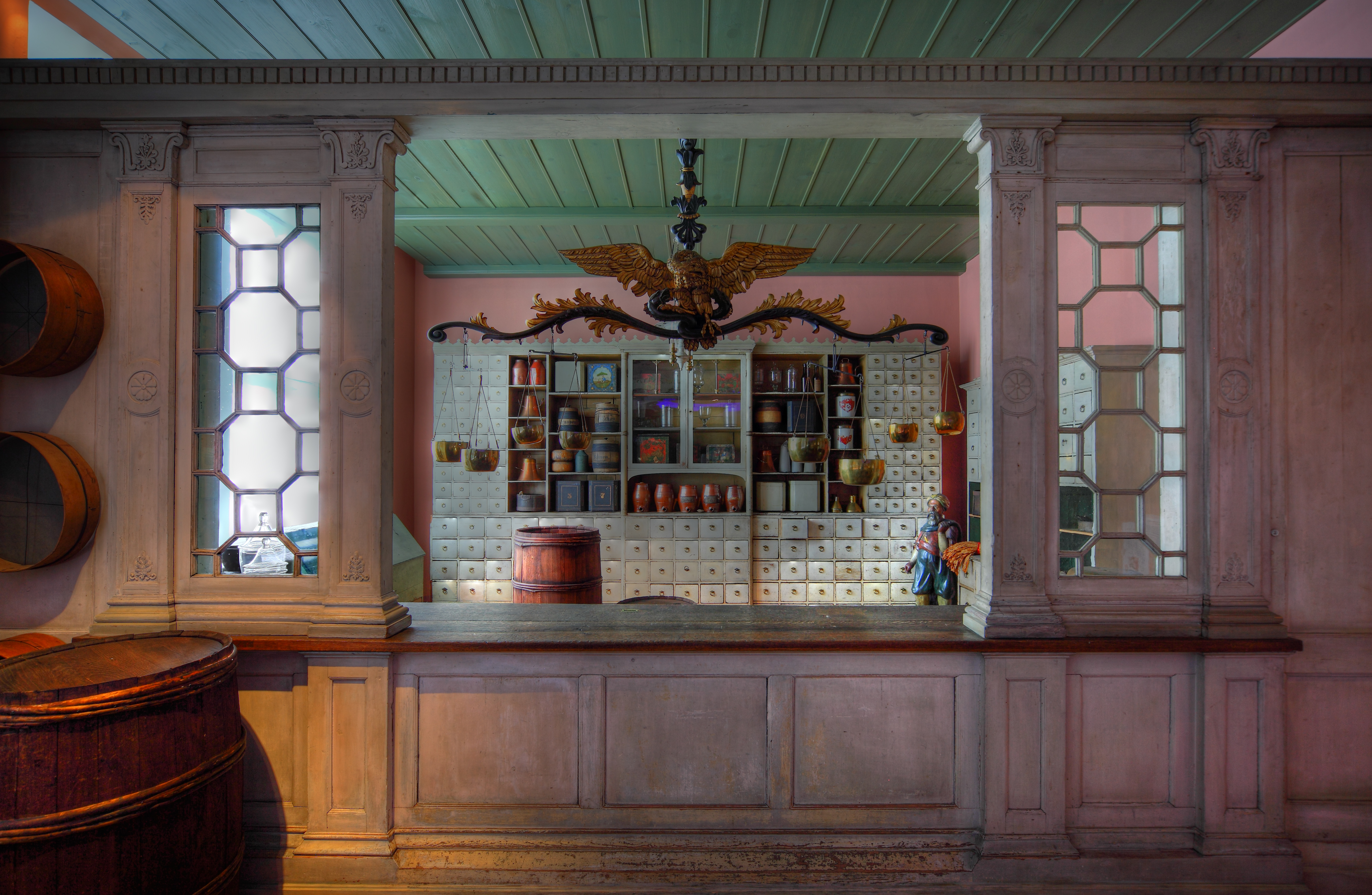
Hamburger Kolonialwarenladen mit doppelter Ladenschlange über dem Tresen (um 1830)

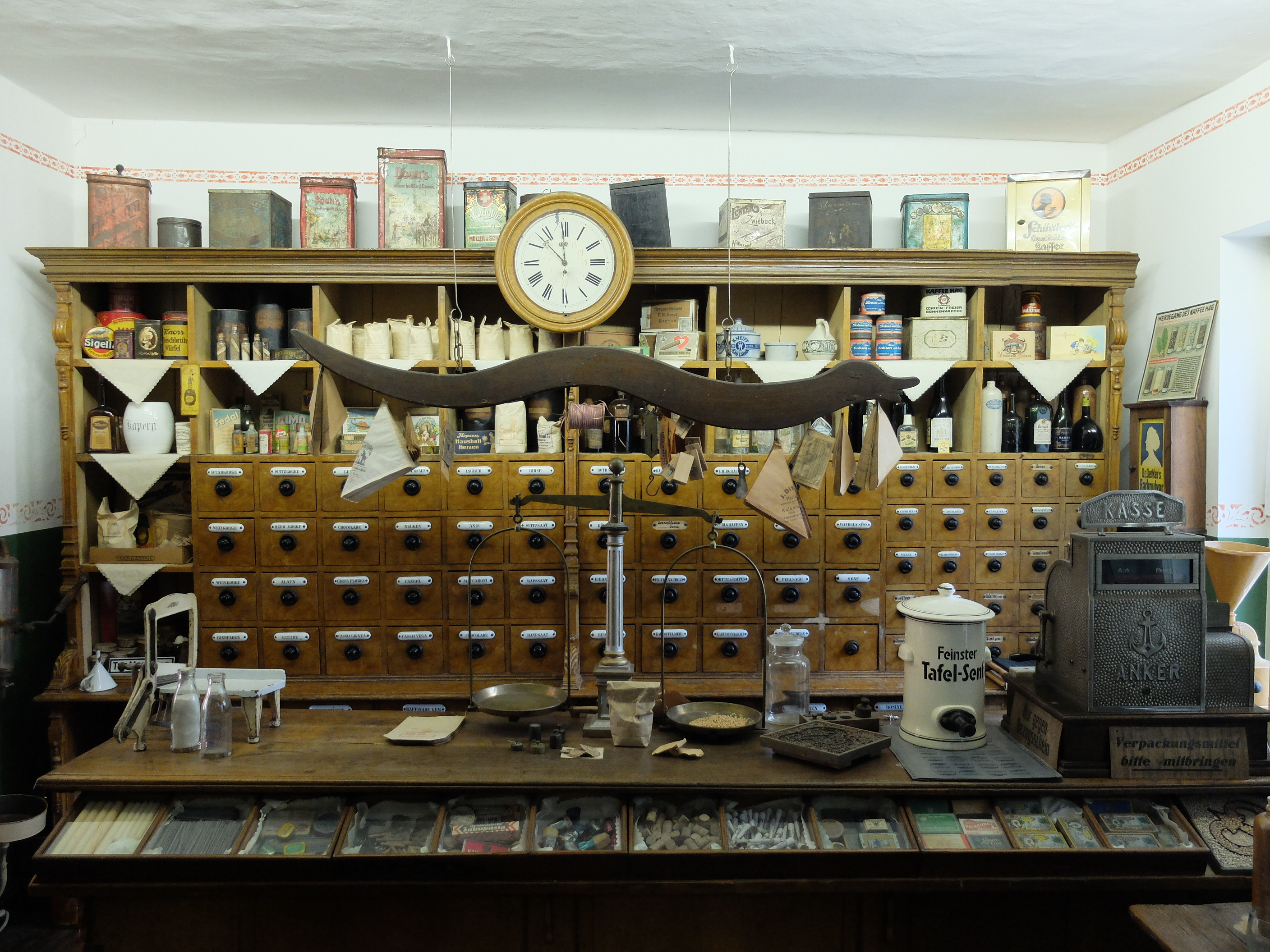
Laden im Museum in Perleberg mit einer Ladenschlange über dem Tresen

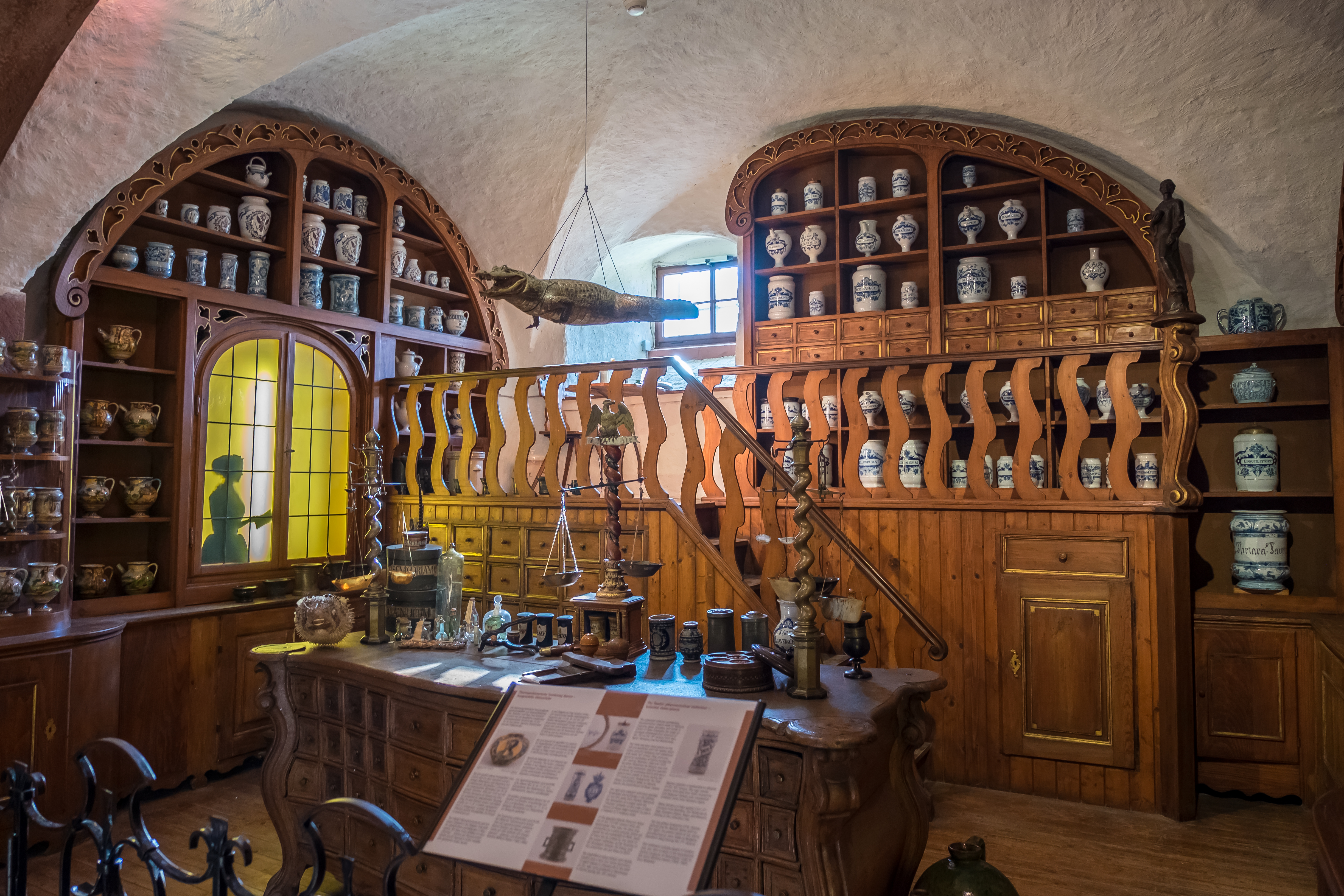
Die Ladenschlangen sollen ähnliche Symbolkraft wie der Alligator in den Apotheken gehabt haben (hier Deutsches Apotheken-Museum)

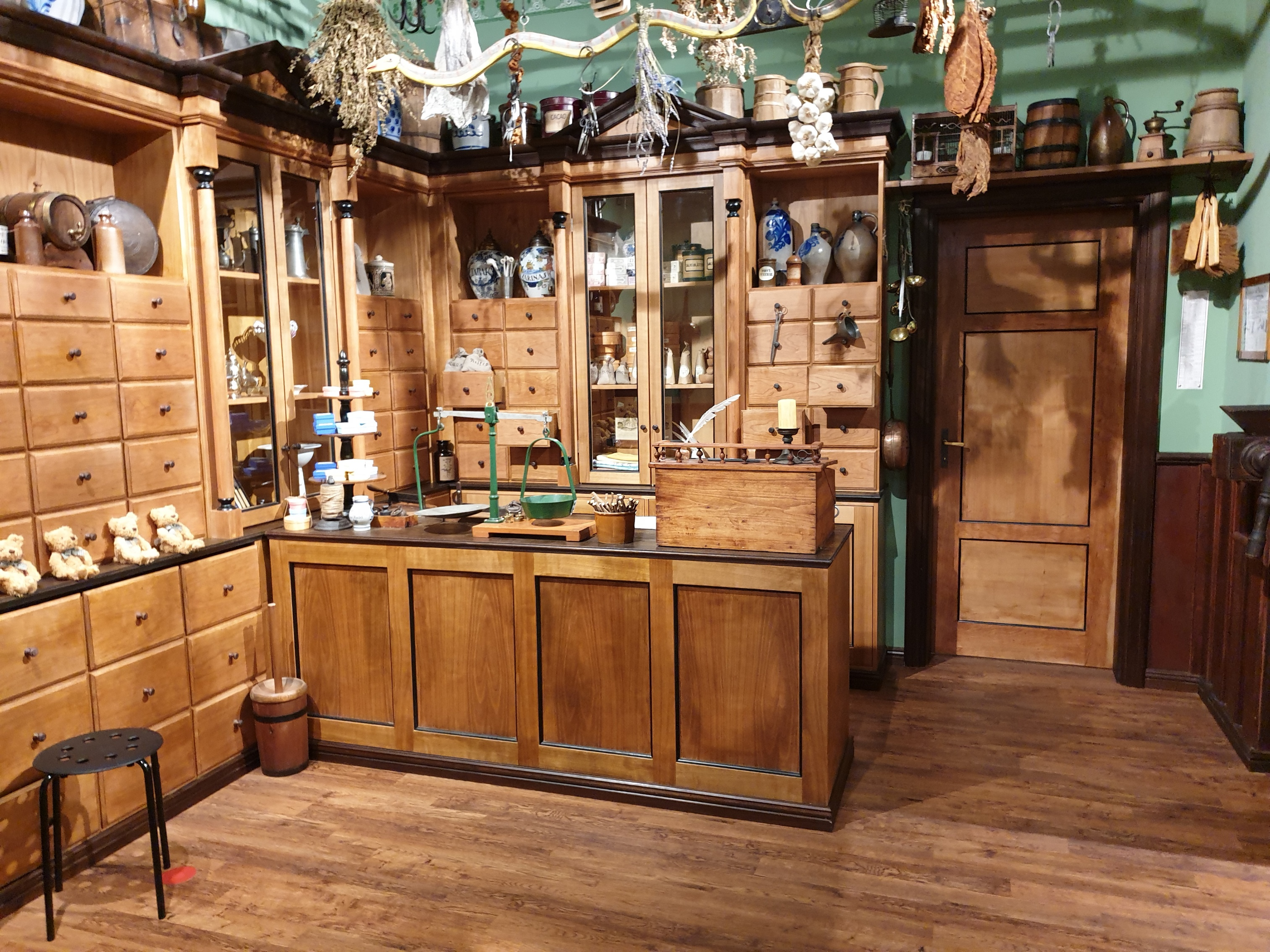
Frankfurter Kolonialwarenladen mit einfacher Ladenschlange

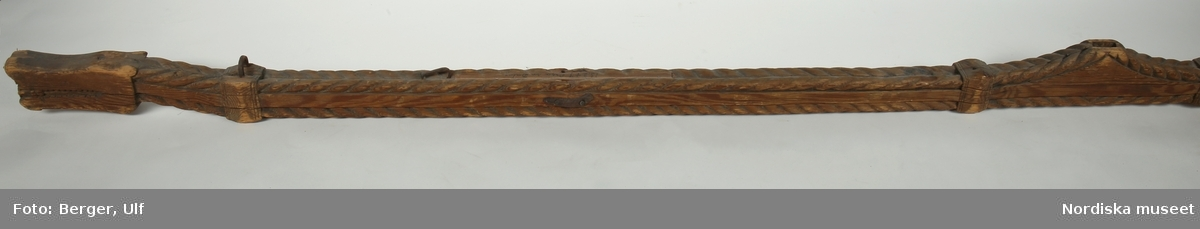
Eine Kronstång war eine Art Raumtrenner in alten schwedischen Bauernhäusern, hing von der Zimmerdecke, verwendet auch als Kleiderhaken und Hängestange. Länge: 325 cm; B: 10,50 cm; H: 4,5 m

Eine Ladenschlange war ein Einrichtungsgegenstand alter Läden (österreichisch Greißlereien), der als einfaches Gestänge oder kunstvolles Schnitzwerk waagrecht über den Ladentischen von der Decke hing und vielfach auch in Apotheken zu finden war. Sie hing in fast jedem Laden über dem meist mit Schubladen bestückten Ladentisch (der „Budel“).
Es gibt eine gewisse Ähnlichkeit der Ladenschlangen mit den sogenannten „Kronenstangen“ des altertümlichen schwedischen Dalekarlien, kunstvoll ausgeschnittene Bretter, die unter der Decke hängen.

## Bedeutung
Wegen ihres Erscheinungsbildes kam den Ladenschlangen wahrscheinlich eine glückverheißende Bedeutung zu, zumal in Apotheken. Ihre Anbringung zwischen dem Geschäftsinhaber und den Kunden entsprach der Abschrankung in den schwedischen Wohnstuben durch ähnlich gestaltete Kronstången in hausrechtlich festgelegte Abteile nächst der Eingangstür, im Mittelteil und beim Tischwinkel. Die schwedische Kronstång war ein Raumtrenner, kein Besucher überschritt die Grenze ohne die Einwilligung des Hausherren; sie wurde auch Tiggarstång (Bettlerstange) genannt, davon ausgehend, dass Bettler den Raum nicht weiter betreten durften.

## Geschichte
Die österreichisch-norwegische Volkskundlerin und Ethnologin Lily Weiser-Aall stellte um 1930 in Österreich Forschungen zur Ladenschlange an. Alle älteren Kaufleute, mit denen sie sprach, fassten diese Schlangen als Zeichen der Gewerbeberechtigung auf. Man vermutete, die Ladenschlange zeige die Berechtigung zum Verkauf von Kolonialwaren an, wie bei Apotheken die Alligatoren den Verkauf überseeischer Heilmittel. In Eggenburg hing damals noch eine Schlange mit einer großen Krone auf dem Kopf in einem Kaufmannsladen, was zu dieser Annahme führte. 
Sie merkte 1930 in ihrem Beitrag an, dass sie in Sterzing in mehreren Geschäften schön gearbeitete hölzerne, einfarbig braune Gestänge über den Ladentischen gesehen habe: zwei Schlangen, deren Köpfe oder Schwänze in der Mitte kunstvoll verschlungen waren. Meist hatten die Köpfe gähnende Mäuler, ausgestreckte Zungen sowie deutliche Zähne und Augen, die wohlbekannte, alte übelabwehrende Motive sind und wahrscheinlich auf eine volkstümliche Herkunft deuten, der Form nach vergleichbar mit den Kronstången in Schweden (kurze Querstangen, die in Tierköpfe endigen und die auf den beiden Längsbalken des Hauses ruhen). Die meisten ihr davor bekannten Ladenschlangen waren längliche Bretter, bestehend aus einer oder zwei Schlangen, an die allerlei Gegenstände gehängt wurden. Sie wies auf die Unterschiede zwischen der Ladenschlange und dem ganzen Tier hin: Die Ladenschlange sei ein Nutzgegenstand, ein Halter oder Träger, das ganze Tier ein Symbol oder Reklamemittel. Die einfache Stange ohne Tierköpfe, die an zwei Haken von der Decke hängt, ist auch aus Darstellungen römischer Kaufläden bekannt. In einer Zeit, in der man fast alle Hausgeräte mit Tierköpfen zu schmücken begann, könnte auch sie Tier-, vor allem Schlangenköpfe erhalten haben.
Der österreichische Volkskundler Arthur Haberlandt beschrieb die Ladenschlange als geschnitzte und bemalte Schlange oder Basiliskengestalt, manchmal auch zwei ineinander verschlungene Figuren, an die man Waren wie Würste, Schnüre, Bänder oder auch Tücher hängte. Ladenschlangen seien vom 16. Jahrhundert bis ins 20. Jahrhundert in den österreichischen Ländern, Ostdeutschland bis Mittelschweden bezeugt, während sie in Mitteldeutschland in älteren Bierwirtschaften als Huthalter verwendet wurden. Haberlandts Behauptung über den Einsatz von Ladenschlangen seit dem 16. Jh. ist zwar nicht nachgewiesen, doch zeigt die künstlerische Ausformung der Schlangenköpfe und Fabelwesen deutliche Parallelen zu den Darstellungen des besagten Jahrhunderts, insbesondere zu den Illustrationen der weit verbreiteten Bestiarien jener Zeit, z. B. die Tierkunde Conrad Gesners. Die Meinung, dass Ladenschlangen auf das Angebot von Kolonialwaren hinweisen sollten, ist durch die unübersehbare Vorliebe für nautische Symbole berechtigt. Die traditionsreiche Bruderschaft der Handelsleuth und Kramer verschmolz 1662 zu einer gemeinsamen Standesvertretung und führte Anker, Schiff und den von Schlangen umwundenen Hermesstab in ihrem Wappenschild und Siegel. Nicht zuletzt untermauern auch Ladenschlangen mit Zitrone oder roter Kugel (es könnte sich um eine Orange handeln) im Maul diese Hypothese.
Es ist nicht geklärt, warum die alpenländische Ladenschlange nicht im übrigen Mitteleuropa, sondern erst wieder in Ostdeutschland, dem Baltikum und in skandinavischen Ländern nachzuweisen ist und welche religiösen oder politischen Motive dabei eine Rolle gespielt haben könnten.

## Wortherkunft
Die sogenannte Ladenschlange wird als solche 1768 in einem Inventar in Kapfenberg genannt; sie war mit einer Fortuna als Glückssymbol versehen. Den Begriff Ladenschlange hat Arthur Haberlandt 1953 durch seine Aufnahme in sein „Taschenwörterbuch der Volkskunde Österreichs“ etabliert. Bis dahin hielt man sich an den einzigen Versuch einer ersten Bestandsaufnahme, an den 1930 von Lily Weiser-Aall verfassten Aufsatz Die Ladenschlange. Da ihr der tatsächliche Namen des Utensils nirgendwo genannt werden konnte, schlug sie Ladenschlange als Terminus vor.